# 추르치헬라
추르치헬라(조지아어: ჩურჩხელა)는 조지아의 전통 과자이다. 실에 꿴 호두 등 견과를 걸쭉한 포도 즙 시럽으로 코팅해 말려 만든다.

## 만들기
호두, 아몬드, 개암 등 견과를 실로 꿰어 포도 즙 시럽에 담근 다음 걸어 말려 만든다. 시럽은 달여 농축시킨 포도 즙에 밀가루를 넣고 끓여 걸쭉하게 만든다. 말린 추르치헬라는 양초나 소시지 같은 모습을 띤다.

## 사진 갤러리

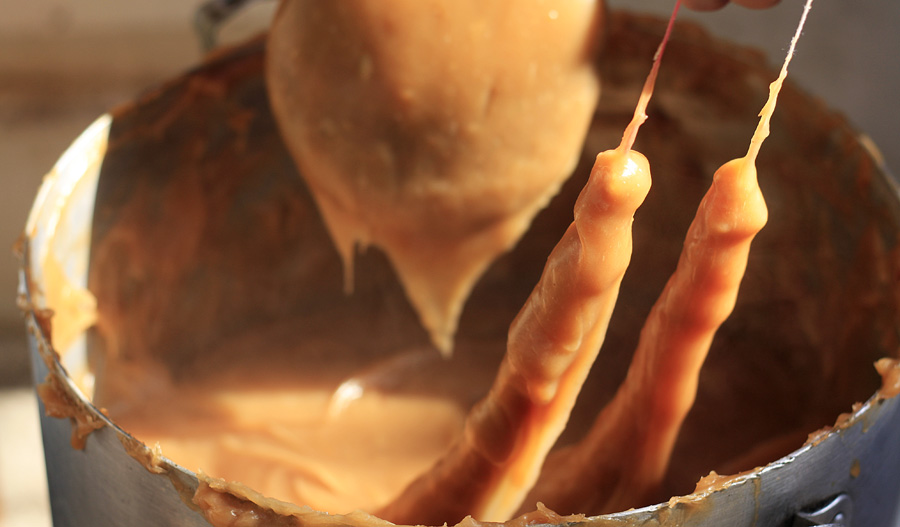
추르치헬라 만들기
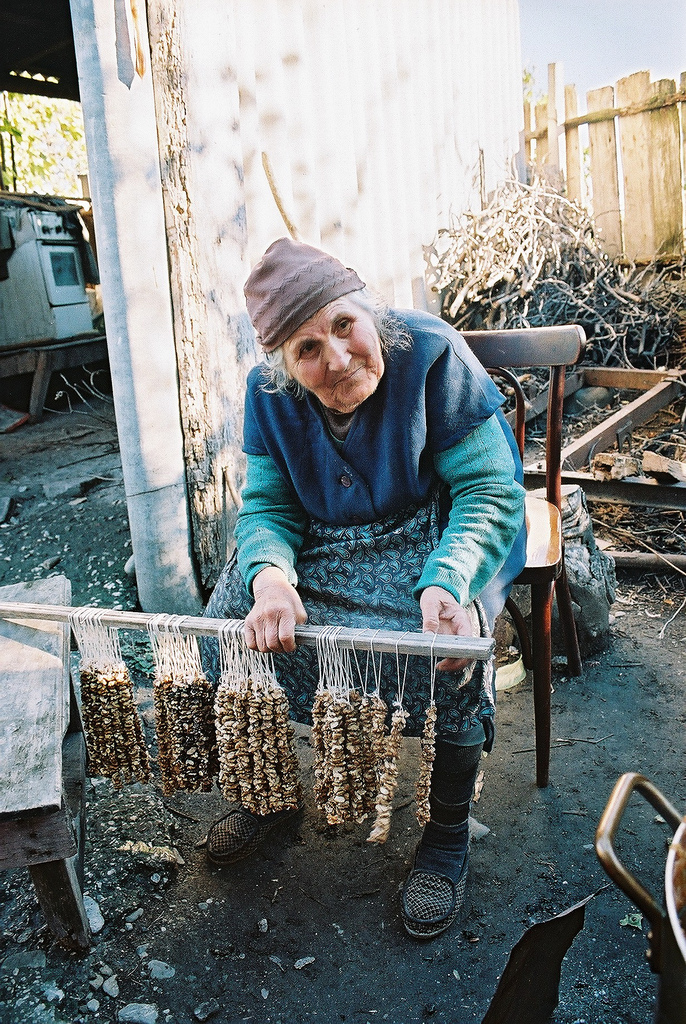
추르치헬라 파는 사람

## 같이 보기
- 고지나키